# Gatupiano
Ett gatupiano ett självspelande piano som används som ett positiv.
Melodierna som spelas ligger programmerade på en stor träcylinder med stift och krampor som genom att förskjutas i sidled kan spela olika melodier, samma princip som i en speldosa. Ljudet alstras genom mekanisk överföring från rullens stift till pianoklubborna med stänger och leder. Oftast finns det ingen klaviatur på dessa pianon och ibland är de försedda med slagverk som trummor, cymbaler, träblock och kastanjetter. Italienska gatupianon har ofta en mandolinfunktion där mekaniken alstrar ljud från pianosträngarna genom knäppning i stället för slag med klubborna.
Gatupianon tillverkades från 1800-talets andra hälft och fram till 1930-talet i Italien, Frankrike och Tyskland. Enstaka exemplar görs än idag och kan ses användas i Karibien.